# ويليام فرازير (سياسي)
ويليام فرازير (بالإنجليزية: William Fraser)‏ هو سياسي نيوزلندي، ولد في 1827، وتوفي في 1901. انتخب عضو مجلس النواب نيوزيلندا عن دائرة Thames (New Zealand electorate) ‏ (1884 – 1890).